# Clarus von Rochester

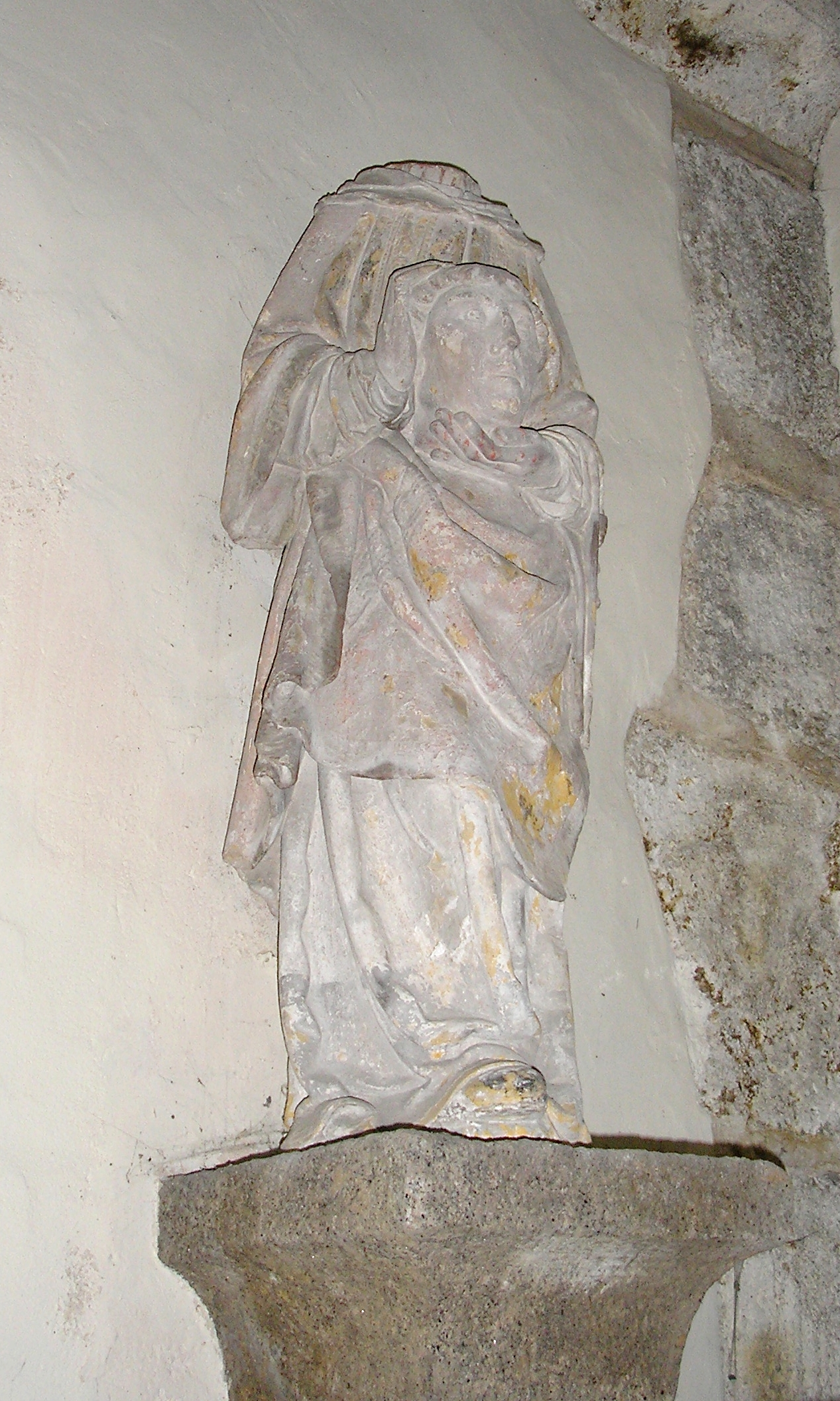
Clarus von Rochester mit abgeschlagenen Kopf in den Händen

Clarus von Rochester (französisch Clair du Beauvaisis, * 845 in Rochester, England; † 884 in Saint-Clair-sur-Epte, Normandie) war ein christlicher Glaubensprediger und Einsiedler. Nach seinem Märtyrertod wurde er als heilig verehrt. Sein Gedenktag ist der 4. November.

## Vita
Aufgrund der Nachstellungen einer Frau, die in Morddrohungen gipfelten, verließ Clarus in Begleitung seines Freundes Cyrin England. In Frankreich erhielt er im Jahr 870 durch Bischof Sigenand von Coutances die Priesterweihe, doch lebten die beiden jahrelang als Einsiedler in der abgelegenen und waldreichen Gegend des Vexin, wo Clarus Kranke heilte. Aufgrund der Nachstellungen seiner Verlobten wurde er von zwei Häschern aufgespürt, die ihn (versunken ins Gebet) enthaupteten. Aus seinem Körper und dem in Händen gehaltenen Kopf soll daraufhin eine heilkräftige Quelle entsprungen sein.

## Verehrung
An der Stelle seiner Eremitage entstanden eine Kapelle und nur wenige Jahre später eine Kirche. Viele Gläubige wollten in der Umgebung der als wundertätig und heilig verehrten Reliquien des Clarus leben; so entstand allmählich der Ort Saint-Claire-sur-Epte. Aber auch in anderen Gegenden Nordfrankreichs tragen mehrere Orte und Kirchen seinen Namen. Der im angelsächsischen Raum geläufige Vor- und Nachname Sinclair wird – vielleicht nach einem Umweg über Schottland – auf den Heiligen zurückgeführt.

## Verwechslung
Mehrere französische Heilige tragen den Namen Clarus/Clair.